# Weihwasserbecken Angliers (Charente-Maritime)

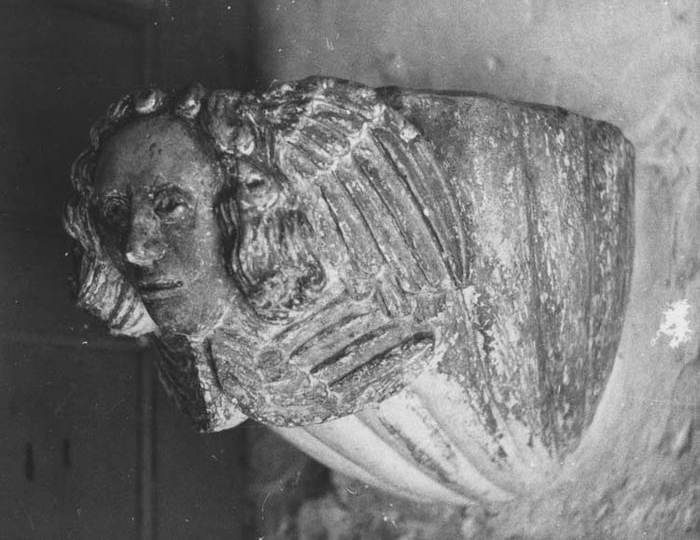
Weihwasserbecken in Angliers

Das Weihwasserbecken in der Kirche St-Pierre in Angliers, einer französischen Gemeinde im Département Charente-Maritime der Region Nouvelle-Aquitaine, wurde im 18. Jahrhundert geschaffen. Im Jahr 1979 wurde das Weihwasserbecken als Monument historique in die Liste der geschützten Objekte (Base Palissy) in Frankreich aufgenommen.
Das 28 cm hohe und 36 cm breite Weihwasserbecken aus Stein ist mit einem Engelskopf mit zwei Flügeln geschmückt.